# Würfelbruch
Als Würfelbruch wird ein Schadbild bei Holz bezeichnet.
Durch die Zerstörung von Teilen der Holzstruktur entstehen nach dem Trocknen im Holz Längs- und Querrisse, sodass ein typisches Bild entsteht. 
Die Kantenlänge der „Würfel“ reicht je nach Ursache von wenigen Millimetern bis zu mehreren Zentimetern; die Abmessungen der Würfel allein lassen jedoch keine sicheren Rückschlüsse auf die Ursache zu.
Das Schadbild des Würfelbruchs entsteht bei
- Braunfäule, verursacht durch Pilzbefall, z. B. 
  - verschiedene Baumpilze
  - Brauner Kellerschwamm
  - Wellige Braunfäuletramete
  - Birkenporling
  - Echter Hausschwamm
  - Balkenblättling, Schuppiger Sägeblättling, Tannenblättling, Zaunblättling
- Moderfäule

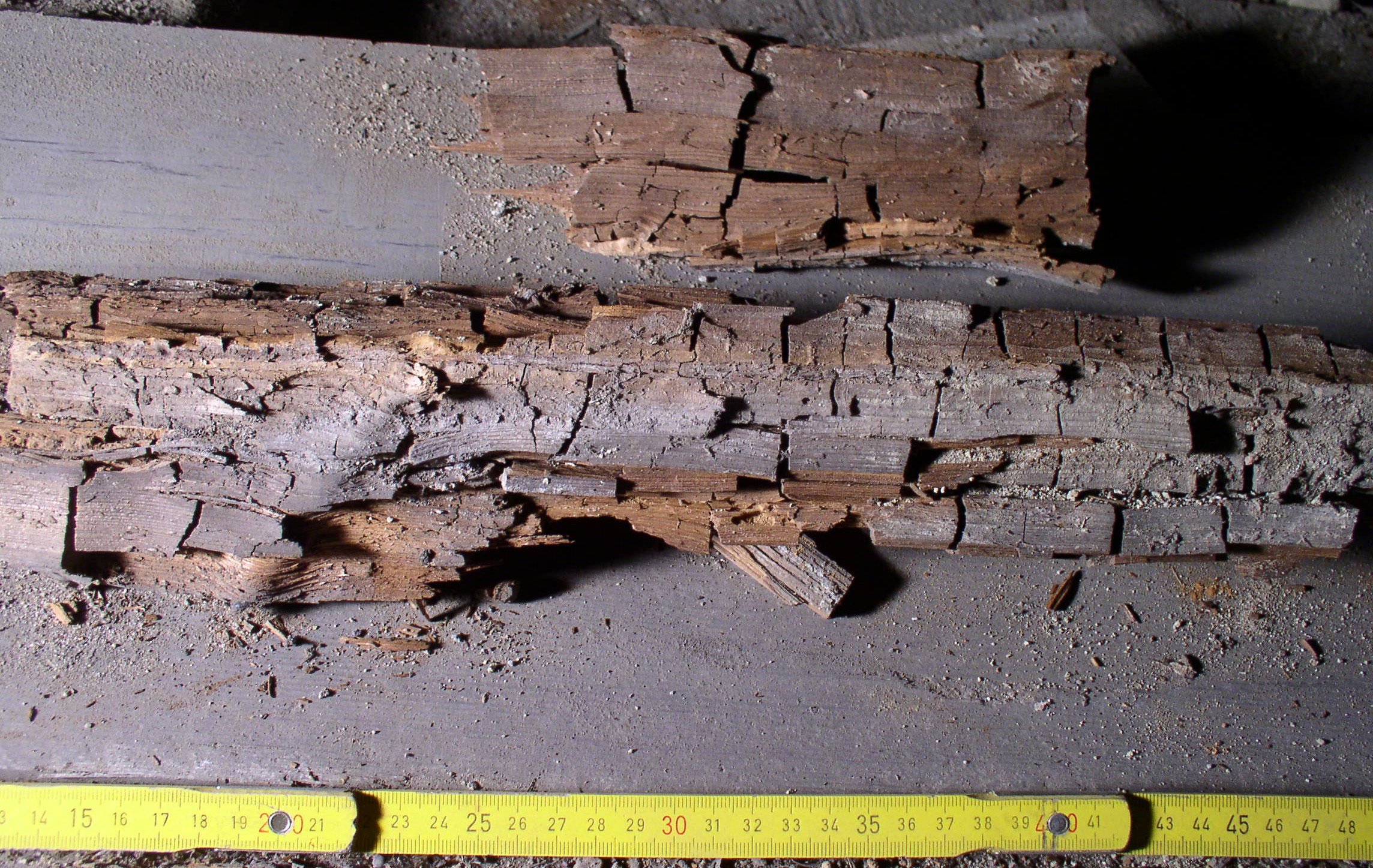
Würfelbruch bei Braunfäule durch den Echten Hausschwamm
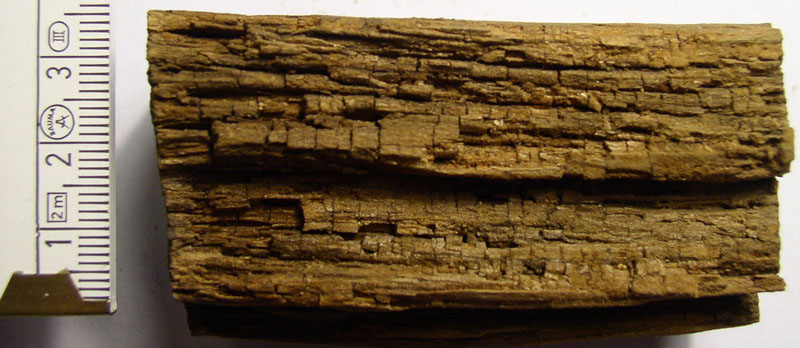
Würfelbruch bei Moderfäule
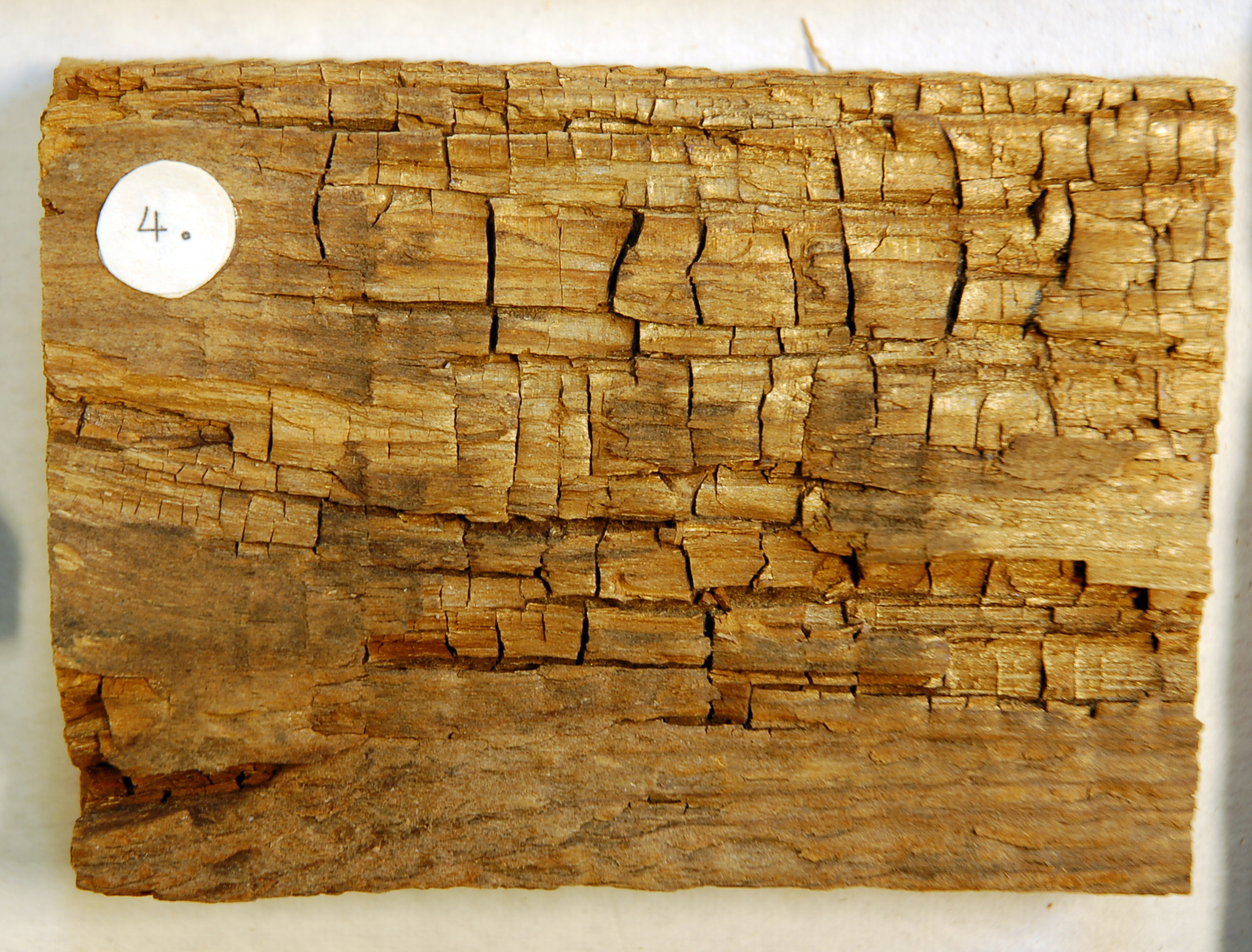
Brauner Kellerschwamm
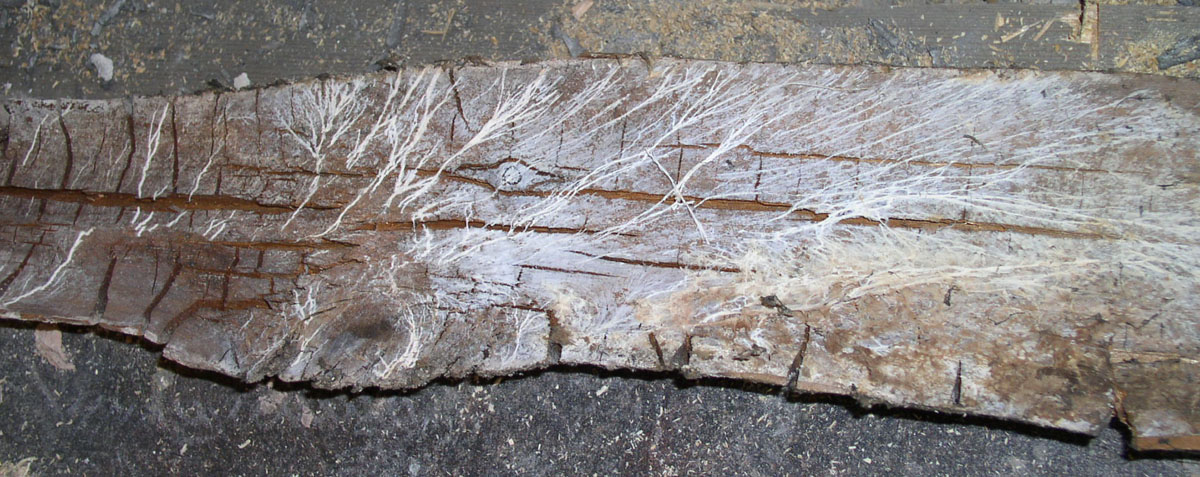
Weißer Porenschwamm
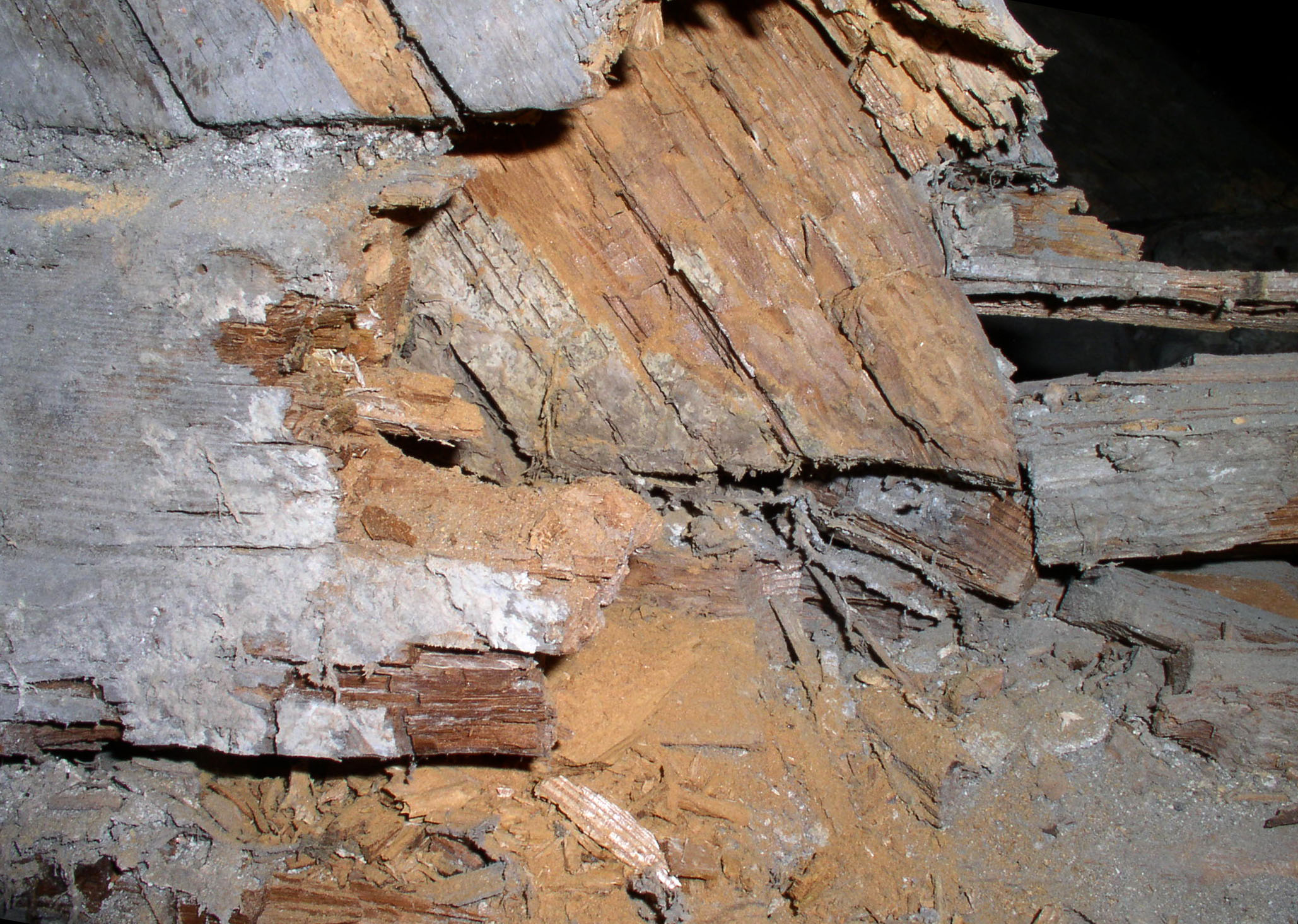
Echter Hausschwamm hat eine Dachkonstruktion befallen
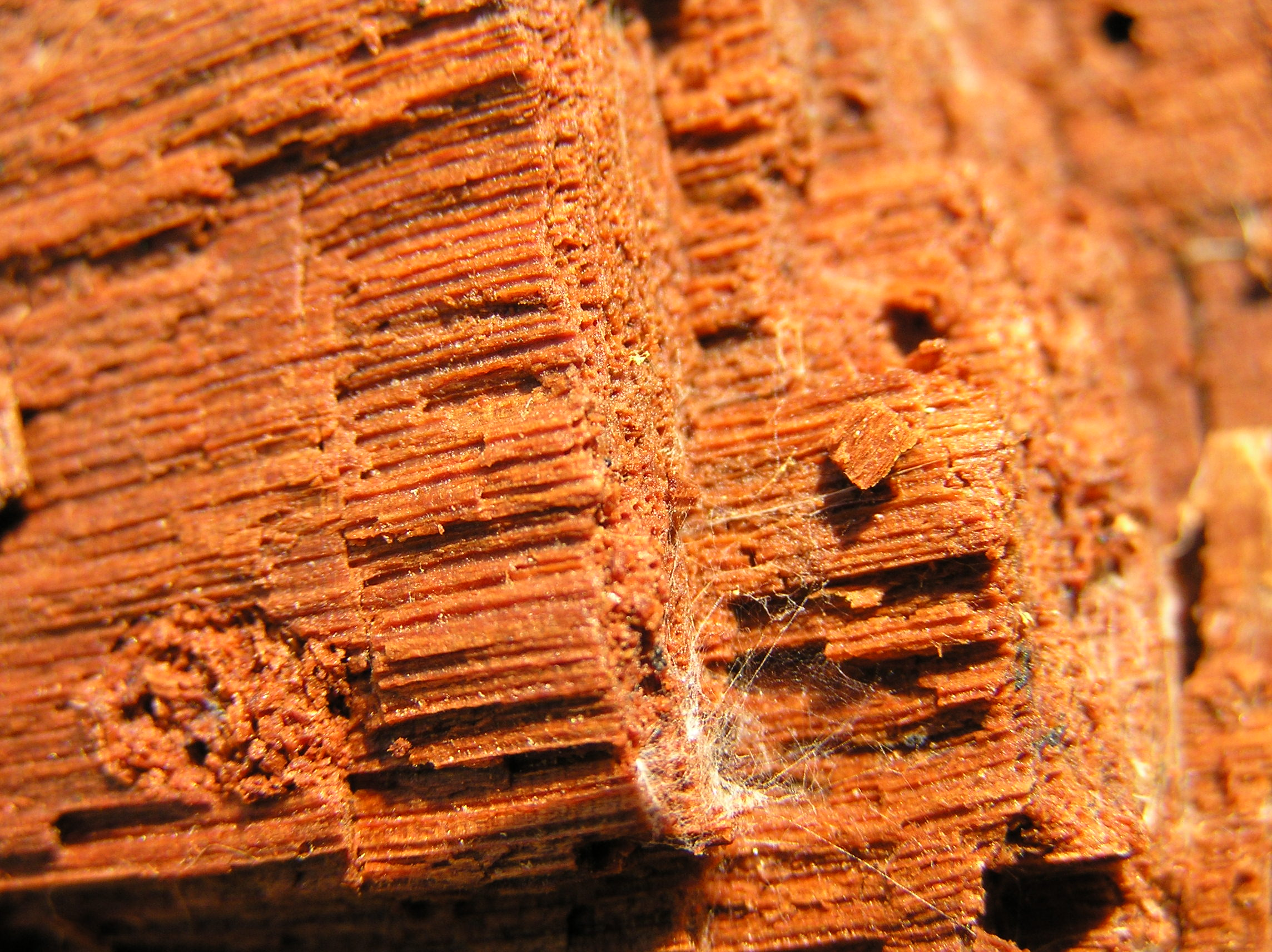
Braunfäule an Eichenholz